# 戰斧行動
戰斧行動是英軍在1941年6月第二次世界大戰的北非戰場上所發起的一個攻勢，目標是剷除昔蘭尼加以東的納粹德軍與義大利軍， 另一個重要目的是要解除軸心軍對托布魯克的包圍。
這個作戰進行不順利，領頭的英軍攻擊了德軍的埃爾溫·隆美爾上將所構築的堅強陣地，在第1天內即損失了半數戰車，但僅攻下了預計奪取的3個目標地的一個。在隔天雖然取得進展並持續向西挺進，但又遭到德軍的反擊，其快速攻入英軍的中路。到了第3天英軍面臨被德軍包圍殲滅的危機，趕緊向東撤退。
這場行動的失敗使得英軍中東總司令阿奇博尔德·韦维尔被克劳德·奥金莱克取代了職務。

## 背景
1941年4月7日，纳粹德军和意大利联军势如破竹攻陷梅基利后，英军高级军官们决定死守托布鲁克，以阻止德意联军长驱直入。4月9日，德意联军开始包围托布鲁克，隆美尔为拿下这座要塞城市，从4月14日西方复活节当日发动攻势，双方展开激烈的攻防战，但隆美尔无法轻易拿下托布鲁克，使非洲的战况进入僵持阶段。
5月15日，英军发起了代号"简明行动"的作战行动失败后，英国首相丘吉尔一再催促韦维尔再次发动新一轮的作战。韦维尔现正面临几个难题；4月底，在希腊的英军被赶出来后，这些部队都驻扎在克里特岛上，正面临克里克岛战役的德军威胁。韦维尔还卷入到叙利亚和伊拉克境内的冲突中去，这些国家的亲轴心国的政府正在积极地策划反英活动。
6月15日，韦维尔勉强展开了对昔兰尼加的攻势，代号为"战斧行动"。该计划与"简明行动"大同小异，只是规模要宏大一些罢了。

## 战役过程

### 英军进攻
对于英国皇家空军来说，第一天一切都按计划进行了。轴心国的补给纵队和机场在「战斧行动」开始前不断遭到袭击，英国地面部队从索法菲和布克布克的出发点毫发无伤地转移到皇家空军战斗机覆盖的目的地。当天，轴心国的飞机只发动了六次攻击。在东边，5时15分，由雷金纳德·萨沃里准将指挥的海岸部队，负责夺取哈尔法亚隘口。6月15日清晨，英国装甲部队准备通过哈尔法亚隘口，驻扎在此的德军被英军戏称为"七日大兵"，因为他们一次只能补充仅供一个星期的弹药、食品和淡水。而德军早在英军3千米外通过野战望远镜发现他们，第5轻机械化师的第104步兵团一营营长威廉·巴赫 （Wilhelm Bach）指挥仅有的五门88毫米口径高射炮，巴赫镇定下达不许随便开火命令。上午9时15分，冲向隘口的第一波12辆英军坦克突然被德军隐藏在地下和隘口处的悬崖绝壁上的大炮击溃。英军连续5次试图强行突破隘口，但都被德军炮火击退，英国陆军称哈尔法亚为"地狱鬼火隘口"。
在中央，英军从中路进攻的的坦克群经过力战，终把德军部队从卡普措要塞赶走，随即，英军向东直扑塞卢姆而来。但是，从西路进攻的英军左翼部队在哈菲德山脉前被德军死死阻住了。德国在此地配置更多的88毫米口径高射炮，他们全被当成反坦克炮使用。
这两个行动都没有给任何一方造成太大的损失。为了回应英国对卡普措的行动，并考虑到可能对索伦和巴迪亚发动攻击，当日晚些时间，隆美尔从托布魯克地区征调大量援军，其中包括第5轻机械化师和第15坦克师的部分部队。隆美尔命令第5轻机械师前往西迪苏勒曼，准备反击。
第一天结束时，卡普措要塞已经被攻占，但哈尔法亚隘口和哈菲德山脊没有被攻占，英国损失了大量坦克。在英国第7装甲旅中，第2皇家坦克团的巡洋坦克数量为28辆，第6皇家坦克团的50辆十字军坦克中只剩20辆；由于第7装甲旅从哈菲德山脊撤退，许多受损的坦克被遗弃在战场上，被德国坦克回收队扣押。

### 德军反攻
通过情报拦截，隆美尔对英国的局势有了相当清楚的了解，包括他们的损失、问题和涅欧·贝瑞斯福-皮尔斯的新命令。隆美尔关心的是哈尔法亚隘口的部队，这些部队被困住，以及供应不足。计划让第5轻机械化师在午夜前完全到达西迪苏勒曼，向南驶向西迪奥马尔，然后向东驶向西迪苏莱曼，然后向东北驶向哈尔法亚隘口，从后方接近英军的部队。
6月6日上午，隆美尔把所有预备队全部投入到战斗中。第15坦克师对据守卡普措要塞的英军展开进攻，但是到午前就停止了攻击。同时，在南部的第5轻机械化师包围袭击了临近西迪奥马尔的英军左翼。经过激烈的较量后，第5轻机械化师成功突破了英军防线，并开始向东部的西迪苏勒曼方向包围而去。隆美尔立刻意识到，这是打垮英军的最好时机。
隆美尔下令15坦克师主力撤离卡普措地区，往西南方向合围过去，与正在向东的前进的第5轻机械化师合兵一处。6日17日清晨，这些部队抵达西迪苏勒曼，向哈尔法亚隘口挺进。这时隆美尔正得意洋洋盘算英军即将完蛋的美景。
然而，隆美尔如意算盘落空了。因为上午11时，印度第4师师长F.W.梅塞维少将自作主张，下令部队撤退，使大部分部队逃出了隆美尔的包围圈。韦维尔发现被德军包围后下令全军撤退回原点。
"战斧行动"以英军的惨败告终。

## 结果
丘吉尔对「战斧行动」的结果很不满意。他一直在期待着完全的成功，相反，他收到消息说，这次行动失败了，派出的坦克也失去了。丘吉尔解除了韦维尔的職位，但他不能让自己看起来像是受到了惩罚，也不能让韦维尔回到英格兰，因为这会引起一些尴尬的问题。
另一个原因是丘吉尔和韦维尔性格上的不合，丘吉尔坦率善产辩，而韦维尔孤僻寡言，两个截然不同的性格沟通起来很困难。丘吉尔对韦维尔的评价是「一个表现良好的普通上校」。韦维尔自己也明白「战斧行动」的失败为他的军旅生涯画上一个不太好的句号。韦维尔在给英国最高司令部的报告中，将过失统统归于自己，并主动请辞。丘吉尔任命驻印度总司令克劳德·奥金莱克将军接代了职务。
第13军指挥官涅欧·贝瑞斯福-皮尔斯也因為其计划和对行动的控制而受到批评，10月4日，贝雷涅欧·贝瑞斯福-皮尔斯被派往苏丹，担任苏丹总司令。由威廉·普拉特接替了涅欧·贝瑞斯福-皮尔斯职位，之后被提升为新成立的东非司令部的总司令。第7装甲师迈克尔·奥穆尔·克雷格少将也被解职。

## 註解
1. ↑  其中122人陣亡、588人受傷和259人失蹤[1]
2. ↑  其中27輛為巡洋戰車、64輛步兵戰車[1]
3. ↑  其中33架戰鬥機和3架轟炸機[1]
4. ↑  其中93名德軍陣亡、350人受傷和235人失蹤。義軍則損傷不詳，但英軍聲稱擄獲350名義軍士兵，但因為撤退行動而必須釋放他們[1]
5. ↑  其中第5裝甲團損失4輛、第8裝甲團則為8輛[1]
6. 原先該行動被命名為「拳師」行動（Operation Bruiser）[2]，在倫敦發來的電報上也是如此記述[3]，而邱吉爾與隆美爾則稱此作戰為「索倫戰役」（The Battle of Sollum）[4][5]

## 資料來源
1. 1 2 3 4 5 6  Playfair, p. 171
2. Gilbert, p. 1097
3. Connell, p. 483
4. Gilbert, p. 872
5. Rommel, p. 146
6. 1 2 3  白虹, 二战全史. . 新华书店: 新华侨出版社. 2015年第一版: 242页. ISBN 978-7-5113-4757-2.